# Robert K. Massie
Robert Kinloch Massie (Versailles, 5 de janeiro de 1929 – Irvington, 2 de dezembro de 2019) foi um historiador e escritor norte-americano, ganhador do Prêmio Pulitzer, e de uma bolsa de estudos, ofertada pelo programa internacional de bolsas da Universidade de Oxford, o Rhodes Scholar. 
Dedicou grande parte de sua carreira pesquisando a dinastia Romanov .  

## Biografia
Massie nasceu na cidade de Versailles, no Kentucky, em 1929. Era filho de Robert Massie, Jr., educador e Molly Kimball. ativista. Massie foi criado em Nashville, no Tennessee. Formou-se em estudos norte-americanos pela Universidade Yale e com uma bolsa, a Rhodes Scholar, estudou na Universidade de Oxford. Em Oxford, Massie jogou no time de basquete da instituição. No começo da década de 1950, ele serviu como oficial estratégico da Marinha dos Estados Unidos, na mesma época da Guerra da Coreia.

## Carreira
Massie trabalhou como jornalista para a revista Collier's e entre 1959 e 1962 para a revista Newsweek para, em seguida, assumir uma posição no Saturday Evening Post. Também lecionou na Universidade de Princeton e na Universidade Tulane.
Em 1967, depois de sair do Saturday Evening Post para se concentrar na escrita de romances históricos, Massie publicou seu livro mais famoso, Antes de deixar os EUA com a família a fim de residirem na França, Massie escreveu e publicou seu livro de maior sucesso, Nicholas and Alexandra, uma biografia do último czar, Nicolau 2.º, e sua esposa, Alexandra de Hesse, detalhando a vida privada de ambos, ao mesmo tempo em que faz uma retrospectiva do contexto político e cultural da Rússia Czarista.
Seu interesse pela Casa dos Romanov foi inspirado pelo nascido de seu filho, Bob Massie, que nasceu com hemofilia, doença hereditária que também afligia o filho único de Nicolau II, o príncipe Alexei, herdeiro do trono imperial. O livro foi adaptado para os cinemas em 1971, estrelando Laurence Olivier e Janet Suzman. O filme foi indicado a vários prêmios, ganhando o Óscar na categoria Melhor Figurino. Em 1995, em seu livro, The Romanovs: The Final Chapter, Massie atualizou suas pesquisas sobre Nicolau e Alexandra adicionando informações novas, recém-descobertas na época.
Em 1975, Robert Massie e sua então esposa, Suzanne, narraram suas experiências como pais de uma criança hemofílica e as diferenças significativas entre o sistema de saúde francês e o norte-americano, no tratamento e prevenção desta doença, no livro Journey.
Massie foi o vencedor, em 1981,  do Prêmio Pulitzer com a biografia de Pedro, o Grande: Sua Vida e do Mundo. Este livro inspirou, em 1986, a mini-série Pedro, o Grande, estrelada por Maximilian Schell, Laurence Olivier e Vanessa Redgrave, da Rede NBC, que recebeu três Emmy Awards. Massie presidiu a associação Authors Guild entre 1987 e 1991, e foi membro do conselho da entidade. .

## Morte
Massie morreu em 2 de dezembro de 2019, em sua casa em Irvington, aos 90 anos, devido à complicações relacionadas ao Doença de Alzheimer.

## Publicações
- Nicolau e Alexandra - tradução de Angela Lobo de Andrade, editora Rocco, no Brasil e tradução de Maria Teresa Ramos, Editorial Ibis, Portugal - 1969
- Castles of Steel: Britain, Germany, and the Winning of the Great War at Sea (Balantine Books, c2004) by Robert K. Massie, ISBN 0-345-40878-0(also J. Cape, 2004, ISBN 0-224-04092-8)
- Dreadnought (book)|Dreadnought: Britain, Germany, and the coming of the Great War (Random House, c1991) by Robert K. Massie, ISBN 0-394-52833-6 (also Ballantine Books, 1992, ISBN 0-345-37556-4)
- Journey (Knopf, 1975) by Robert and Suzanne Massie, ISBN 0-394-49018-5
- Last Courts of Europe: Royal Family Album, 1860-1914 (Vendome Press, 1981) introductory text by Robert K. Massie ; picture research and description by Jeffrey Finestone, ISBN 0-86565-015-2 (also Greenwich House/Crown Publishers, c1983, ISBN 0-517-41472-4)
- Nicholas and Alexandra (book)|Nicholas and Alexandra: An Intimate Account of the Last of the Romanovs and the Fall of Imperial Russia (Athenum, 1967) by Robert K. Massie, ASIN B000CGP8M2 (also, Ballantine Books, 2000, ISBN 0-345-43831-0 and Black Dog & Leventhal Publishers, 2005, ISBN 1-57912-433-X)
- Peter the Great: His Life and World (Knopf, 1980) by Robert K. Massie, ISBN 0-394-50032-6 (also Ballantine Books, 1981, ISBN 0-345-29806-3 and Wings Books, 1991, ISBN 0-517-06483-9)
- The Romanovs: The Final Chapter (Random House, 1995)  by Robert K. Massie, ISBN 0-394-58048-6 and ISBN 0-679-43572-7
- There's an Old Southern Saying: The Wit and Wisdom of Dan May (Crabby Keys Press, 1993) compiled by William May Stern, foreword by Robert K. Massie, ISBN 0-9638911-0-3
- "Loosing the Bonds: The United States and South Africa in the Apartheid Years" (Doubleday, 1997) by Robert K. Massie, ISBN 0-385-26167-5